# Henriette Grindat
Henriette Grindat, née à Lausanne le 3 juillet 1923 et morte dans cette ville le 25 février 1986, est une photographe suisse.
Par son œuvre sensible, Henriette Grindat est considérée comme l'une des figures marquantes de la photographie des années 1950 à 1980.

## Biographie
Atteinte jeune de la poliomyélite, elle effectue ses études secondaires de 1941 à 1944 à Lausanne, puis obtient un diplôme de photographe à l'école de photographie (Lausanne et Vevey, 1945-1948) dirigée par Gertrude Fehr.
En 1948, Henriette Grindat monte son atelier de photographie personnel à Lausanne et publie son travail dans plusieurs magazines et quotidiens suisses. Henriette Grindat s'installe à Paris en 1949 ; elle travaille pour différents journaux et diverses maisons d'édition (Bordas, Arthaud, Seuil). Elle expose dans la capitale française où ses œuvres séduisent, entre autres, André Breton, Man Ray, René Char et Albert Camus. Ces deux derniers lui proposent d'éditer un livre en trio ; achevé en 1952, La Postérité du soleil ne paraît qu'en 1965, cinq ans après la mort de Camus. En 1957, le Club des Libraires de France réédite L'Étranger de Camus avec deux
photographies d'Henriette Grindat représentant des plages algériennes.
Photographiant au Rolleiflex, Henriette Grindat développe aussi un travail plus personnel proche des surréalistes, puis de la photographie humaniste. Elle réalise dans les années 1970 des photographies de nus féminins,.
Henriette Grindat expose en Italie (Florence, Milan), aux États-Unis (Chicago) et à plusieurs reprises en Suisse, notamment à Lausanne. Elle obtient le Prix fédéral des arts appliqués en 1952, 1953 et 1954.
Un an et demi après le décès de son compagnon, le graveur Albert-Edgar Yersin, Henriette Grindat se suicide, le 25 février 1986.
Ses photographies et publications font l'objet de plusieurs rétrospectives en Suisse, au Kunsthaus de Zurich en 1984 et au Musée de l'Élysée à Lausanne en 1995 et en 2023.

## Publications
Henriette Grindat, proche de poètes et d'écrivains, a illustré des textes de René Char, Henri Noverraz, Albert Camus, Philippe Jaccottet, Henry Bauchau, Pierre Chappuis.
- Lausanne, texte de Dominique Aury, Lausanne, Guilde du Livre, 1952, 93 p., 50 photographies[7].
- Algérie, préface et textes de Jean Amrouche, Lausanne, La Guilde du Livre, 1956[8].
- Méditerranée, Guilde du Livre, 1957[9].
- Adriatique, texte de Jacques Chessex, Lausanne, F. Mermod, 1959.
- Lausanne, texte de Georges André. Chevallaz, Neuchâtel, éditions du Griffon (coll. « Trésors de mon pays », no  91, 1959, 24 p.
- Le Nil : des sources à la mer, des pyramides aux barrages, texte de Charles-Henri Favrod, Lausanne, Guilde du Livre, 1960, 135 p.[10].
- À la rêveuse matière, texte de Francis Ponge, Lausanne, éditions du Verseau, 1963 : feuille (94,5 x 52 cm) pliée en 9 avec 4 textes de Francis Ponge (La Terre, Les Ombelles, Le Paysage, La Robe des choses), illustrations d'Albert-Edgar Yersin et photographies de Henriette Grindat[11].
- La Postérité du soleil, textes d'Albert Camus et René Char, Genève, Edwin Engelberts, 1965, 149-6 p., 30 photographies en noir et blanc, tirage à 120 exemplaires numérotés[12].

rééditions : 
Lausanne, éditions de l'Aire, 1986 ; préface de Jean Romain.
Paris, éditions Gallimard (collection Blanche), 2009.
- Autriche, texte de Philippe Jaccottet, Lausanne, Éditions Rencontre (coll. « L'atlas des voyages », no  55), 1966, 192 p.
- La Dogana. Poèmes vénitiens, texte de Henry Bauchau, Albeuve, P. Castella, 1967, 31 p., 12 photographies en noir et blanc (tirage limité à 950 exemplaires)[14].
- Le Facteur Cheval, texte d'Alain Borne, éditions Robert Morel, 1969.
- Ligne mouvante, texte de Pierre Chappuis, Lutry, Éditions d'Orzens, 1984 (tirage à 460 exemplaires en feuilles, sous portefeuille).

## Expositions

### Expositions collectives
- 1949 : Photographie in der Schweiz - Heute, Gewerbemuseum, Bâle[15].
- 1974 : Photographie in der Schweiz - 1840 bis heute, Kunsthaus de Zurich.
- 5 septembre - 4 octobre 1998 : exposition aux 2es Journées photographiques de Bienne[16].

### Expositions personnelles
- 1949 : librairie-galerie La Hune, Paris[17].
- 11 janvier - 23 février 1969 : Photographs by Henriette Grindat, Art Institute of Chicago.
- 1984 : Henriette Grindat. Photographien 1948-1983, Kunsthaus de Zurich.
- 1995 : Henriette Grindat. Rêve et découverte, Musée de l'Élysée, Lausanne[18],[19].
- 29 novembre 2008 - 15 février 2009 : Henriette Grindat. Méditerranées, Fondation suisse pour la photographie, Winterthur[20].
- 7 novembre 2009 - 7 février 2010 : Henriette Grindat. Matières et mémoire, Hôtel Campredon, L'Isle-sur-la-Sorgue.
- 27 octobre 2011 - 21 janvier 2012 : Hélène Grindat. Photographies, Maison de la photographie Robert-Doisneau, Gentilly[21],[22],[23].

- 8 juin - 6 août 2023 : Henriette Grindat. Albert Camus. René Char – La Postérité du soleil, Fondation suisse pour la photographie / Fotomuseum Winterthur (de), Winterthur[24],[25].
- 19 septembre - 3 novembre 2023 : Henriette Grindat. Une poétique des formes, Musée de l'Élysée, Lausanne[26],[27].

## Prix et récompenses
- 1952, 1953, 1954, Prix fédéral des arts appliqués en Suisse